# Reinette de Marso
La Reinette de Marso est une variété de pomme. Il s'agit d'une variété ancienne et locale, cultivée dans le Haut-Languedoc. 
Le Parc naturel régional du Haut-Languedoc organise sa préservation en faisant planter ses greffons dans des vergers de sauvegarde implantés dans différentes communes, dont celle du Rialet, dans le département du Tarn.